# Poklad na Stříbrném jezeře
Poklad na Stříbrném jezeře (Der Schatz im Silbersee, 1962) je německo-italsko-jugoslávský dobrodružný film režiséra Haralda Reinla. Je vůbec prvním a i nejznámějším filmem natočeným podle literární předlohy Karla Maye (dle románu Poklad ve Stříbrném jezeře), který byl promítán ve více než šedesáti státech po celém světě.
Hlavní hvězdou snímku byl americký herec Lex Barker v úloze Old Shatterhanda. Druhou hvězdu filmu vytvořil česko-britský herec Herbert Lom, obsazený do úlohy vůdce banditů Cornela. Pierra Brice objevili filmaři pro roli Vinnetoua těsně před začátkem natáčení. Teprve se učil jezdit na koni, měl ve filmu i minimum dialogů a oproti hlavním hvězdám také velice malý honorář. (Navzdory zažitým představám se tedy Briceova postava Vinnetoua dostala do centrální pozornosti teprve v pozdějších filmech.) Dále ve filmu Poklad na Stříbrném jezeře hrála manželka režiséra Reinla Karin Dorová a Götz George.
Řada těchto herců se objevila i v navazujících filmových mayovkách. Vedle Lexe Barkera a Pierra Briceho, kteří v nich tvořili ústřední dvojici, se ve většině dalších adaptací objevoval také Ralf Wolter jako Sam Hawkens. Karin Dorová dostala další příležitost v mayovkách Vinnetou a Old Shatterhand v Údolí smrti a Vinnetou – Rudý gentleman, ovšem v jiných úlohách. Podobně na tom byl také Götz George.

## Lokace
Film se natáčel především v tehdejší Jugoslávii, v malebné krajině ve zdejších horách. Jako první se natáčelo přepadení Shatterhanda a spol. Utahy.

## Úspěch filmu
Po premiéře film zaznamenal ohromný úspěch a přitahoval fanoušky mnoha věkových kategorií. Tím se rozjelo natáčení dalších dílů a oblíbenost těchto filmů byla v 60. letech nesmírná. Poklad na Stříbrném jezeře je dodnes považován za jeden z nejlepších filmů, zpracovaných na motivy románů Karla Maye.
V době vzniku však jen málokdo tak velký úspěch předpokládal. Westerny do té doby vznikaly téměř výhradně v Hollywoodu a indiáni v nich většinou nebývali zobrazováni jako kladní hrdinové. Značnou nedůvěru měli k německé produkci i někteří herci. Brice do té doby mayovky vůbec neznal a představa evropského westernu se mu zdála podezřelá. S natáčením souhlasil jen kvůli Barkerovi, který se stal hvězdou díky filmové roli Tarzana. Mimořádnou nedůvěru měl k filmu Herbert Lom. Také on kývl na nabídku díky účasti Barkera, ale také proto, že jako uznávaný herec dostal velice dobře zaplaceno (mnohem víc, než začínající Brice). Přesto se ale Lom ke své účasti na natáčení Pokladu po desítky let nehlásil. Poprvé ho viděl až v roce 2004 na Filmovém festivalu ve Zlíně a byl velice mile překvapen jeho celkovým vyzněním.

## Obsah filmu
Příběh se odehrává na Divokém západě v 19. století. Cornel Brinkley, vůdce zdejších banditů, se dozvídá o legendárním indiánském pokladu ukrytém kdesi na Stříbrném jezeře a chce ho získat. Zabije proto Erika Engela, který má jednu část mapy vedoucí k pokladu. Zavražděného muže doveze dostavník, ve kterém zemřel, do města Tulsy, kde se nyní nachází syn Engela Fred. Ten se vydá za doprovodu lovců Sama Hawkense a Gunsticka Uncla chytit vrahy. Cestou potkávají muže, který má tašku zavražděného. Fred si myslí, že je to vrah jeho otce a napadne ho. Muž ho ale lehce omráčí a Sam Hawkens v něm pozná svého přítele Old Shatterhanda, proslulého lovce a zálesáka. Ten jim slíbí pomoc a prozradí jim, že jeho pokrevní bratr, slavný náčelník Apačů Vinnetou stopuje bandity.
Společně se vydají do města, kde se během večera domlouvají na dalším postupu. Také se v saloonu seznámí s lordem Castlepoolem, který přijel na Divoký západ sbírat vzácné motýly. Špeh banditů je však vyslechne, a ačkoliv je postřelen Samem Hawkensem, vydává se vyposlechnuté sdělit  Cornelovi. Druhou část mapy má jistý Patterson se svou mladou dcerou Ellen, který je nyní na Butlerově farmě. Bandité se chystají farmu přepadnout a tak přátelé rychle pospíchají na pomoc. Přijedou jen malou chvíli před bandity a začíná boj o farmu. Patterson s dcerou jsou v době přepadu farmy na vyjížďce, a na zpáteční cestě je bandité zajmou. Old Shatterhand si vezme čas na rozmyšlenou a za tu dobu s Fredem osvobodí oba zajatce a vrátí se zpět nepozorovaně na farmu. Po dalším boji přivádí Vinnetou, který bandity vyslechl, bojovníky Osagů jako posilu a bandité uprchnou a čekají, aby opět získali rukojmí.
Patterson, Ellen, Fred, Vinnetou, Old Shatterhand, Sam Hawkens, lord Castlepool a Gunstick Uncle se mezitím vydají přes území Utahů ke Stříbrnému jezeru. Cestou narazí na vypálenou indiánskou vesnici a v tu chvíli je napadnou Utahové, kteří mají za to, že vesnici vypálili právě oni. Ellen se pokusí utéci, ale Cornel a jeho lidé ji chytí a odjedou s ní do El Dora, malé osady, kde se chtějí spojit s dalšími bandity a nechají jen vzkaz, ve kterém chtějí mapu k pokladu. Fred s přáteli mezitím vyváznou a vzkaz najdou. Old Shatterhand vymyslí plán, aby vysvobodili Ellen: Fred, který zná mapu nazpaměť, pojede do El Dora a povede bandity oklikami ke Stříbrnému jezeru a tak jeho ani Ellen nezabijí a zbytek je ve výhodné situaci osvobodí. Fred tedy odjíždí a ostatní spěchají co nejrychleji dále. Cestou je zdrží Utahové, kteří je v noci obklíčí a tak jim nezbude nic jiného, než jet s bojovníky Utahů. Ve vesnici potom v souboji muže proti muži omráčí Old Shatterhand náčelníka Velkého vlka a všichni pokračují dál. Tím se ale hodně zdrží a další zdržení nastane, když náčelník Dunivý hrom poruší dohodu Velkého vlka a Old Shatterhanda pronásleduje. Proto se ho Vinnetou rozhodne nalákat do Kaňonu duchů a ostatní ho zepředu i zezadu hlídají. Přesto je to velmi obtížná a nebezpečná situace, kterou zachrání náčelník Velký vlk, který se probudí až po začátku pronásledování. 
Celý děj filmu vrcholí u Stříbrného jezera, kde se Cornel se svými lidmi vydá k pokladu, kde zneškodní starého indiána Tonkawu, který ho hlídá, a začíná hádka. Probuzený indián mezitím spustí skrytý mechanismus a Cornel, který jako jediný z banditů u pokladu přežil, neboť své kumpány jdoucí s ním k pokladu po objevení pokladu zastřelil, se i s pokladem zřítí do jeskynní bažiny, ve které se následně utopí. Když jeho společníci na břehu Stříbrného jezera poznají, že se něco stalo, chtějí Freda oběsit. V poslední chvíli se ale objeví skupina spojenců v čele s Vinnetouem, Old Shatterhandem a ostatními a za pomoci Utahů zachrání jeho i Ellen. Bandité jsou zajati a tím šťastně končí celý příběh.

## Obsazení
| Lex Barker   | Old Shatterhand    |
| Herbert Lom  | Cornel Brinkley    |
| Pierre Brice | Vinnetou           |
| Götz George  | Fred Engel         |
| Karin Dorová | Ellen Pattersonová |
| Ralf Wolter  | Sam Hawkens        |
| Eddi Arent   | Lord Castlepool    |
| Mirko Boman  | Gunstick Uncle     |

## Odlišnosti od knihy
Film obsahuje sice mnoho prvků a postav pocházejících z mayovek, přesto se v mnoha věcech odlišuje. I tak si ale film zachovává onu atmosféru jako původní knižní předloha. Níže jsou uvedeny největší odlišnosti:
- V knize je mnohem víc vedlejších postav a postava Vinnetoua i Old Shatterhanda se objeví až v polovině knihy (Old Shatterhand ještě později) a do té doby je hlavní postavou jiný zálesák a lovec Old Firehand.
- Postavy Freda Engela a Ellen jsou zde děti.
- Při obléhání Butlerovy farmy není zadržen Patterson, ale sám majitel farmy Butler. Ellen je jeho dcera, se kterou se po osvobození farmy vydává spolu s bělochy ke Stříbrnému jezeru.
- Bandita Cornel Brinkley se kromě snahy získat poklad na Stříbrném jezeře pokusí ukrást peníze, které převáží vlak vezoucí zásoby železničním dělníkům. Vinnetou a Old Shatterhand se o tom dozví a Cornelovi v krádeži zabrání. Při útoku na vlak je Cornel se svou bandou vlákán do pasti a skoro celá jeho banda je chycena. Uteče pouze on a několik kumpánů. Pro další cestu ke Stříbrnému jezeru musí Cornel do party naverbovat mnoho dalších dobrodruhů.
- Fred Engel se nesnaží dopadnout Cornela sám; cestuje s ním i najatý detektiv, Mr. Droll, zvaný kvůli svému vzhledu Tetka Drollová, který má od rodiny Engelů slíbenou odměnu 1000 dolarů – 500 dolarů pro něho a 500 dolarů pro detektivní společnost, pro kterou Mr. Droll pracuje.
- Cornelovi poskokové Knox a Hilton ukradnou Utahům koně a pokusí se nenápadně připojit ke čtyřčlenné skupině, kterou vede Old Shatterhand. Utahové je ale vystopují, zajmou a Knoxe i Hiltona nechají u mučednického kůlu roztrhat loveckými psy. V knize kromě Old Shatterhanda bojují o svůj život i další tři lovci: Dlouhý Davy, Tlustý Jemmy a Hobble Frank. Všem se podaří nad Utahy zvítězit a jsou propuštěni.
- Dohodu mezi Velkým vlkem a Old Shatterhandem neporuší náčelník Dunivý hrom, ale sám Velký vlk, který je uražen a touží po pomstě. Během pronásledování bělochů ale padne i se svým kmenem do pasti a je spolu s dalšími utažskými náčelníky spoután a odveden až ke Stříbrnému jezeru jako rukojmí. Propuštěn je až po závěrečné bitvě mezi Utahy, Navahy a Timbabači u Stříbrného jezera, kdy jsou Utahové na hlavu poraženi a musí se kromě zakopání válečné sekery stáhnout zpět na své území (Stříbrné jezero se nacházelo na území Timbabačů a Utahové pronásledující bělochy byli považováni za vetřelce).
- Vůbec největším rozdílem mezi filmem a knihou je fakt, že Cornel nikdy ke Stříbrnému jezeru nedorazí: po cestě k němu ho dopadnou Utahové pronásledující skupinu vedenou Old Shatterhandem a Vinnetouem a umučí ho u kůlu smrti i s celou jeho bandou.
- Poklad na Stříbrném jezeře nehlídá starý indián, ale Tonkawové Velký medvěd a Malý medvěd – otec a syn, kteří se dobře znají s Vinnetouem a Old Shatterhandem. Poklad není ukryt v jeskyni, ale na uměle vytvořeném ostrově uprostřed Stříbrného jezera, odkud ho Velký medvěd krátce před příjezdem bělochů přemístí na blíže neurčené místo.
- Oproti filmu kniha končí tím, že inženýr Butler, který se po bitvě o Butlerovu farmu připojil k výpravě, spolu s Old Firehandem kupuje od Timbabačů okolí Stříbrného jezera, kde zprovozní důl na stříbro, které zde Old Firehand před několika lety našel. Z knihy tedy vyplývá, že Stříbrné jezero ukrývalo poklady dva: zlatý poklad po dávno vymřelém indiánském kmenu a velké ložisko stříbrné rudy.